# Vézac (Dordogne)
Vézac település Franciaországban, Dordogne megyében. Lakosainak száma 512 fő (2022. január 1.). Vézac Saint-André-d’Allas, Sarlat-la-Canéda, La Roque-Gageac, Vitrac, Cénac-et-Saint-Julien, Castelnaud-la-Chapelle és Beynac-et-Cazenac községekkel határos.

## Népesség
A település népessége az elmúlt években az alábbi módon változott:
| Lakosok száma | 356  | 547  | 620  | 602  | 622  | 613  | 587  | 524  | 516  | 512  |
|               | 1968 | 1982 | 1990 | 2006 | 2011 | 2015 | 2017 | 2019 | 2020 | 2022 |